# プライド・運命の瞬間
『プライド・運命の瞬間』（プライド・うんめいのとき）は、1998年5月23日に東映で全国劇場公開された日本映画である。極東国際軍事裁判結審50周年記念作品であり、東日本ハウス（現・日本ハウスホールディングス）創立30周年記念作品である。

## 概要
極東国際軍事裁判（東京裁判）でA級戦犯として裁かれた東條英機を主役として描いた。戦争責任を敗戦国に全て押し付けようとする連合国に対し、東條が法廷にて「たったひとりの戦い」に挑むというストーリーで、“東條英機（A級戦犯）＝悪玉”論でなく、1人の人間として東條英機を描いた作品である。
伊藤俊也監督に企画が持ち込まれた当初、主人公は戦犯の無罪を主張したインドのラダ・ビノード・パール判事だったが、東京裁判を舞台にした日本映画なら主役は日本人でなければと考え企画を練り直した。日記や裁判記録などを調べ直すうちに少なくとも東京裁判に限って言えば、死刑になることを運命付けられた中で最もよく戦ったのは東條だったと思うようになり、主役は彼以外にありえないと思ったという。
法廷のセットを現存する設計図から忠実に再現し、裁判の状況を史実フィルムを一切使用せず、徹底してリアリティを追求している。
東條を演じた津川雅彦は、遺族や関係者に対して細かな取材を行い、役作りに生かした。東條由布子（東條英機の孫）は、津川の演技を「まるで東條（英機）があの世から帰ってきたみたいです」と称賛し、自身の後援会ブログで、東條英機を主人公にした映画が作られたことを「時代が変わった」とのコメントを出した。
津川はこの作品で、第22回日本アカデミー賞・優秀主演男優賞を受賞した。

## キャスト
- 東條英機 - 津川雅彦
- ジョセフ・キーナン - スコット・ウィルソン
- ウィリアム・ウェブ - ロニー・コックス
- 清瀬一郎 - 奥田瑛二
- ベン・ブルース・ブレイクニー - パドリック・ディクソン
- ブルーエット - アンドリュー・ハリス
- 立花泰男 - 大鶴義丹
- 新谷明子 - 戸田菜穂
- 赤松貞雄 - 前田吟
- 東條君枝 - 前田亜季
- 東條光枝 - 相田翔子
- 古賀満喜枝 - 朱門みず穂
- 伊藤清 - 村田雄浩
- 板垣征四郎 - 遠藤修
- 梅津美治郎 - 溝田繁
- 大島浩 - 五十嵐義弘
- 岡敬純 - 山村弘三
- 賀屋興宣 - 有島淳平
- 木村兵太郎 - 加治春雄
- 小磯国昭 - 木村進
- 嶋田繁太郎 - 森下鉄朗
- 白鳥敏夫 - 山本弘
- 鈴木貞一 - 寺下貞信
- 東郷茂徳 - 間健
- 土肥原賢二 - 徳田興人
- 永野修身 - 田村英男
- 橋本欣五郎 - 千葉保
- 畑俊六 - 小池栄
- 平沼騏一郎 - 宮城幸生
- 広田弘毅 - 名川貞郎
- 星野直樹 - 有川正治
- 松井石根 - 小峰隆司
- 松岡洋右 - 早川純一
- 南次郎 - 加勢功
- 木戸幸一 - 歌澤寅右衛門
- 荒木貞夫 - 飯沼慧
- 田中隆吉 - 島木譲二
- 大川周明 - 石橋蓮司
- 武藤章 - 石田太郎
- 佐藤賢了 - 睦五朗
- 愛新覚羅溥儀 - 金士傑
- 重光葵 - 寺田農
- 東條かつ子 - いしだあゆみ
- スバス・チャンドラ・ボース - アンヌパム・ケール
- ラダ・ビノード・パール判事 - スレーシュ・オベロイ

## スタッフ
- 監督 - 伊藤俊也
- 製作者 - 浅野勝昭
- 監修 - （「プライド」製作委員会）加瀬英明 / 冨士信夫 / 國塚一乗
- プロデューサー - 田中壽一 / 奈村協 / 中山正久
- 美術 : 内藤昭
- 脚本 - 松田寛夫 / 伊藤俊也
- 音楽 - 大島ミチル

演奏 - モスクワ・インターナショナル・シンフォニー・オーケストラ
- エンディングテーマ - 相田翔子「ゆりかごを揺すられて」（ポリスター）
  - 作詞：戸沢暢美、作曲・編曲：門倉聡
- 製作 - 東京映像制作 / 東映

## 批判
東條の描き方、東京裁判の判決への批判的な描写、日中戦争や太平洋戦争を「自衛の戦争」「アジア解放の戦争」とする描写、南京大虐殺の存在を疑問視する東條の発言、ラダ・ビノード・パール裁判官の描写、インド独立におけるスバス・チャンドラ・ボースやインド国民軍の役割についての描写などから、劇場公開の前から国内外で賛否両論が巻き起こった。
この映画の「日本がチャンドラ・ボースを支援してインド解放に大きく貢献した」とする描写に対して、インド政府はこの見方を認めず、制作者からの協力の依頼を拒否した。中国外務省は「東条賛美の内容に衝撃と憤りを覚える」と述べ、人民日報は「戦犯美化は許さない。映画は日本の右傾思潮拡大の産物」と批判。ロサンゼルス・タイムスも「米国人の反日感情をあおる映画だ」と論評し、韓国日報は「侵略戦争美化の映画」と紹介。朝鮮日報も「戦犯東条を英雄視し、映画で歴史をわい曲」と非難した。
左派系の識者やジャーナリストからは、「右翼映画」との批判や上映反対運動が起こり、製作した東映の労働組合を中心に「映画『プライド』を批判する会（事務局長：高橋邦夫）」が結成され、公開中止を東映に申し入れたが、最終的に東映系145館の映画館において公開された。
脚本を共同執筆した伊藤俊也監督は、「私自身は南京事件については虐殺はおそらくあったと思っているが、映画は登場人物に語らせるしかない。虐殺が『まぼろし』とは思わないが、東条なら『信じられない』と言うはずだ」と語った。

## 受賞歴
- 第16回ゴールデングロス賞優秀銀賞[17]

## 映像ソフト
2015年7月8日に東映ビデオより本作のDVDが発売された。
映像特典として予告編とフォトギャラリーが収録されている。